# Hiromi Ozawa
Hiromi Ozawa (japanisch 小沢 洋美 Ozawa Hiromi; * 18. September 1961 in Nagano) ist eine ehemalige japanische Eisschnellläuferin.

## Werdegang
Ozawa kam bei japanischen Meisterschaften dreimal auf den zweiten Platz sowie zweimal auf den dritten Platz und startete international erstmals in der Saison 1982/83. Dabei lief sie bei der Mehrkampfweltmeisterschaft 1983 in Karl-Marx-Stadt auf den 26. Platz im Kleinen Vierkampf und bei der Sprintweltmeisterschaft 1983 in Helsinki auf den 17. Rang. In der Saison 1983/84 belegte sie bei der Mehrkampfweltmeisterschaft 1984 in Deventer den 29. Platz im Kleinen Vierkampf, bei der Sprintweltmeisterschaft 1984 in Trondheim den 19. Rang und bei ihrer einzigen Teilnahme an Olympischen Winterspielen im Februar 1984 in Sarajevo den 27. Platz über 1000 m sowie den 16. Rang über 500 m. Letztmals international startete sie bei der Sprintweltmeisterschaft 1985 in Heerenveen, wobei sie den 24. Platz errang.

## Erfolge

### Olympische Spiele
- 1984 Sarajevo: 16. Platz 500 m, 27. Platz 1000 m

### Mehrkampf-Weltmeisterschaften
- 1983 Karl-Marx-Stadt: 26. Platz Kleiner Vierkampf
- 1984 Deventer: 29. Platz Kleiner Vierkampf

### Sprint-Weltmeisterschaften
- 1983 Helsinki: 17. Platz Sprint-Mehrkampf
- 1984 Trondheim: 19. Platz Sprint-Mehrkampf
- 1985 Heerenveen: 24. Platz Sprint-Mehrkampf

## Persönliche Bestleistungen
| Disziplin | Zeit        | Datum            | Ort       |
| --------- | ----------- | ---------------- | --------- |
| 500 m     | 41,48 s     | 25. März 1982    | Alma-Ata  |
| 1000 m    | 1:26,33 min | 18. Januar 1985  | Karuizawa |
| 1500 m    | 2:19,34 min | 20. Februar 1981 | Karuizawa |
| 3000 m    | 4:58,38 min | 13. Februar 1981 | Shibukawa |